# Anathon Aall

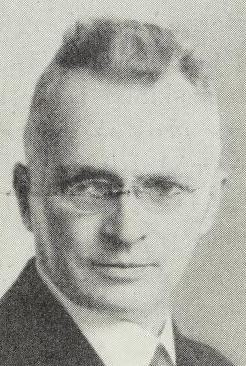
Anathon Aall

Anathon Aall [oːl] (* 15. August 1867 in Nesseby; † 9. Januar 1943 in Oslo) war ein norwegischer Philosoph und Psychologe. Ursprünglich als Theologe ausgebildet, verfasste er später religionskritische Werke, ferner, meist in deutscher Sprache, Arbeiten über Philosophiegeschichte, Psychologie und Rechtsphilosophie. Er befasste sich auch mit Logik und Erkenntnistheorie. In seinem Heimatland führte er, durch Studienaufenthalte in Deutschland beeinflusst, die experimentelle Psychologie ein.

## Leben
Anathon Aall war ein Urgroßneffe des norwegischen Politikers Jacob Aall sowie ein Sohn des Gemeindepfarrers Niels Anton Aall (1833–1896) und dessen Gattin Mathilde Susanne Dahl (1842–1910). Er wechselte in seinen Jugendjahren öfters den Wohnort und lebte dabei in Finnmark, Sunnfjord und Vesterålen, je nachdem, wohin sein Vater in neue Priesterstellen versetzt wurde. Den Besuch der höheren Lateinschule in Stavanger im südwestlichen Norwegen schloss er 1886 mit der Ablegung des Abiturexamens ab. Im Anschluss daran studierte er sechs Jahre an der Universität von Kristiania (dem heutigen Oslo) Theologie und Philosophie. 1892 erreichte er den akademischen Grad eines Candidatus theologiae, der höher als ein Magister der Theologie ist. 1891 war sein Traktat über das Johannesevangelium vom Kronprinzen mit der Goldmedaille ausgezeichnet worden. Mit einem Stipendium der Universität Kristiania versehen trat er 1893 eine mehrjährige Auslandsreise an, die ihn nach Dänemark, Deutschland, Frankreich und England führte. Auf dieser Bildungsreise beschäftigte er sich u. a. mit der Vertiefung seiner Kenntnisse in Kirchengeschichte. Bei seinem Aufenthalt in Deutschland studierte er 1893 an der Universität Berlin beim protestantischen Theologen Adolf von Harnack, sowie 1894 in Leipzig. 1894/95 weilte er in Paris. Des Weiteren besuchte er London und Kopenhagen.
Die ersten Impulse zum Philosophieren fand Aall im Widerstreit zwischen dem Absolutheitsanspruch des Christentums und den Resultaten einer kritischen Auseinandersetzung mit der Theologie. Einfluss auf ihn übten auch die Werke von Hermann Lotze und Harald Høffding, die Sozialdramen Henrik Ibsens sowie die zeitgenössische naturwissenschaftliche Philosophie aus. Insbesondere aber befasste er sich schon früh mit den Ideen des antiken Philosophen Platon sowie mit den Standpunkten von Søren Kierkegaard. In seinem ersten größeren Werk Der Logos (Bd. 1 1896, Bd. 2 1899) untersuchte er den Begriff des Logos in der griechischen Philosophie und patristischen Literatur. Wegen seiner darin gezeigten kritischen Haltung gegenüber zentralen theologischen Dogmen war es Aall nicht möglich, an der Universität Kristiania zu habilitieren. Eine Kommission der Hochschule befand 1897, dass er zu weit von der offiziellen Lehrmeinung abweiche, um eine Lehrbefugnis zu erhalten.
Daraufhin ging Aall wieder nach Leipzig sowie anschließend nach Halle, wo er sich insbesondere mit den Ideen Immanuel Kants beschäftigte. 1899 begab er sich nach England, um in Oxford experimentelle Philosophie zu studieren. Dort gehörte er zu den Mitbegründern der Ruskin Hall, einem unabhängigen Bildungsinstitut. Im Folgejahr 1900 reiste er nach Berlin, um dort die neue Wissenschaft der experimentellen Psychologie kennenzulernen. Zu seinen Lehrern in diesem Fach gehörten Carl Stumpf und Friedrich Schumann. Daneben studierte er Rechtswissenschaft. Er schrieb damals Artikel für anerkannte deutsche Zeitschriften und besuchte Kongresse. Mit der Thesis Über die Wirkung der Wiederholung eines Elements bei gleichzeitiger Vorführung mehrerer Schriftzeichen erlangte er 1903 an der Universität Halle die Doktorwürde. Bei Wilhelm Wundt und Felix Krüger vertiefte er an der Universität Leipzig seine Kenntnisse über experimentelle Psychologie. Diese Disziplin sowie Philosophiegeschichte lehrte er von 1904-08 als Privatdozent in Halle. Vorlesungen hielt er u. a. über Ibsen.
1908 wurde Aall als ordentlicher Professor für Philosophie nach Kristiania (Oslo) berufen. Sogleich gründete er sein eigenes Institut für Psychologie, das er bis 1937 leitete. Dort lehrte er in Verbindung mit seinen Forschungen Experimentalpsychologie. Seine philosophischen Hauptinteressensgebiete waren die Geschichte dieses Fachs und die Daseinsphilosophie. So veröffentlichte er Arbeiten über nordische Philosophiegeschichte (Filosofien i Norden, 1919). Als Universitätslehrer hielt er vor allem Vorbereitungskurse auf das Studium und verfasste zu diesem Zweck für angehende Hochschüler Lehrbücher für Logik, Psychologie und Philosophiegeschichte. Er engagierte sich auf stark für Sozialethik und trat für die friedliche Völkerverständigung ein.
Nachdem Aall von 1924-25 eine Gastprofessur an der Columbia University in New York City innegehabt hatte, heiratete er am 1. Oktober 1928 in Wien in zweiter Ehe die österreichische Volkskundlerin Lily Weiser-Aall; das Paar hatte drei Kinder. Aall prägte maßgebend die philosophischen Anschauungen und die Entwicklung der Philosophie in Norwegen. Er verfasste seine Autobiographie in dem von R. Schmidt herausgegebenen Werk Die Philosophie der Gegenwart in Selbstdarstellungen (Band 5, 1924). Am 9. Januar 1943 starb er im Alter von 75 Jahren in Oslo.

## Werke (Auswahl)
- Der Logos. Geschichte seiner Entwicklung in der griechischen Philosophie und der christlichen Literatur, 2 Bde. Leipzig 1896/1899.
- Glaube. Eine psychologische Analyse und wissenschaftliche Inhaltbestimmung des Begriffs, Berlin 1901.
- Macht und Pflicht. Eine natur- und rechtsphilosophische Untersuchung, Leipzig 1902.
- Henrik Ibsen als Dichter und Denker, 1906.
- Sokrates – Gegner oder Anhänger der Sophistik, in: Philosophische Abhandlungen Max Heinze zum 70. Geburtstag, 1906.
- Die norwegisch-schwedische Union, ihr Bestehen und ihre Lösung, Breslau 1912
- Filosofiens historie i oldtiden og mellemalderen, 1923
- Das Leben des Rechtes und das internationale Friedensgericht, 1932